# Laboratorio de código abierto (libro)
El libro Open-Source Lab: How to Build Your Own Hardware and Reduce Research Costs (el laboratorio de código abierto: Cómo construir su propio hardware y reducir los costos de investigación) escrito por Joshua M. Pearce fue publicado por Elsevier en 2014.
Esta es una guía académica que detalla el desarrollo de hardware gratuito y de código abierto, principalmente para científicos y profesores universitarios. Proporciona instrucciones paso a paso para la construcción de hardware de laboratorio e instrumentos científicos. También proporciona instrucciones sobre cómo compartir diseños digitales, sobre los microcontroladores Arduino, impresoras 3D RepRap para uso científico y cómo usar licencias de hardware de código abierto. The Guardian analiza cómo las ideas en el laboratorio de código abierto podrían permitir que la impresión 3D ofrezca a los científicos del mundo en desarrollo ahorros en kits de laboratorio de réplica. El libro Open-Source Lab ha sido ampliamente cubierto por los medios de comunicación. Fue uno de los mejores libros elegidos por Shareable como "Libros nuevos sobre cómo compartir, las ciudades y la felicidad". El libro no ha sido liberado como de código abierto, sino que está registrado y puesto a la venta por Elsevier.

## Ideas principales
El autor afirma que el método permite a los investigadores de todas las disciplinas desarrollar herramientas de investigación a bajo costo, con base en su investigación anterior en hardware de código abierto publicada en Science. Estas afirmaciones han sido respaldadas por otras personas usuarias de estas técnicas, como en la comunidad DIYbio. Al promocionar el libro en una entrevista con 3-D Printing Industry, Pearce afirmó que ahorró miles de dólares en su propio laboratorio, y en sus diversos estudios sobre la economía de los equipos de laboratorio de impresión, como un artículo de PLOS ONE sobre óptica de código abierto (open source optics) usualmente han logrado un ahorro de más del 90%. Un estudio sobre el uso de la impresión 3D en este contexto citó este libro como beneficioso para el medio ambiente.

## Capítulos
1. Introducción al hardware de código abierto para la ciencia
2. Los beneficios de compartir: los chicos y chicas buenas terminan primero
3. Licencias abiertas: uso compartido avanzado
4. Microcontroladores de código abierto para la ciencia: cómo usar, diseñar equipos automatizados y solucionar problemas
5. RepRap para la ciencia: cómo usar, diseñar y solucionar problemas de la impresora 3D autorreplicante
6. Diseños digitales y hardware científico
7. El futuro del hardware y la ciencia de código abierto

## Consumo
Las copias de Open-Source Lab fueron entregados como premio en un concurso "Build My Lab" de Instructables patrocinado por Tekla Labs .